# Bobrovycja
Bobrovycja (in ucraino Бобровиця?; in russo Бобровица?, Bobrovica) è una città ucraina (10 541 abitanti) nel distretto di Nižyn, nell'oblast' di Černihiv. Ospita l'amministrazione della comunità territoriale di Bobrovycja, una delle comunità territoriali dell'Ucraina..
Fino al 18 luglio 2020 Bobrovycja è stata il centro amministrativo del distretto di Bobrovycja, abolito come parte della riforma amministrativa dell'Ucraina, che ha ridotto a cinque il numero dei distretti dell'oblast' di Černihiv. L'area del distretto di Bobrovycja è stata fusa nel distretto di Nižyn